# Муратов, Сергей Александрович
Серге́й Алекса́ндрович Мура́тов (1 мая 1931, Харьков, Украинская ССР, СССР — 8 февраля 2015, Москва, Россия) — советский и российский киновед, кинокритик, кинодраматург, режиссёр-документалист, специалист в области телекритики. Доктор филологических наук, профессор. С 1994 года — профессор кафедры телевидения факультета журналистики МГУ.
Автор сценария к фильму «Приключения в городе, которого нет». Автор ряда телепрограмм. Один из трёх авторов (Аксельрод, Муратов, Яковлев), придумавших в 1961 году телевизионную игру «Клуб весёлых и находчивых». Член Академии Российского телевидения. Член Академии кинематографистов «Ника». Член Союза кинематографистов и Союза журналистов России. Лауреат премии Гильдии киноведов и кинокритиков России (2002). Заслуженный деятель искусств Российской Федерации (1999).

## Основатель КВН
Сергей Александрович Муратов с юности отличался живым умом и ещё во время учёбы в Московском государственном институте международных отношений подрабатывал как автор радиопьес, радиосказок, радиопоэм. По окончании МГИМО (1955) получил свободный диплом и стал работать на телевидении, проявив себя во время освещения Московского международного фестиваля молодежи и студентов.
В 1957 году Муратов придумал передачу «Вечер весёлых вопросов», взяв за образец чешскую «Гадай, гадай, гадальщик» (чеш. Hádej, hádej, hadači: первую юмористическую программу, в которой телезрители в прямом эфире отвечали на вопросы ведущих — известного острослова композитора Никиты Богословского и актрисы Маргариты Лифановой). Мгновенно ставшая популярной программа была прекращена на третьем выпуске: заданием конкурса предусматривался приз для первого пришедшего на передачу в шубе и валенках. Дело было в сентябре, а о том, чтобы у претендента на приз в руках должен быть выпуск «Комсомолки» от 31 декабря прошлого года, ведущий забыл сказать. Никто не мог предположить, что вокруг ДК МГУ на Моховой, где проходила трансляция, полно строительных общежитий, обитатели которых и потянулись за призом целыми толпами. Строители прорвали милицейский кордон, начались беспорядки. Трансляцию прекратили, а телезрителям остаток вечера демонстрировали заставку «Перерыв по техническим причинам».
Зарубежные СМИ с наслаждением смаковали данный инцидент, Одно английское издательство назвало передачу великой «битвой за сковородки» (среди призов действительно была сковорода). В закрытом постановлении ЦК КПСС ВВВ признали ничем иным, как глумлением над советскими людьми. На телевидении полетели головы. Молодёжную редакцию Центральной студии телевидения, придумавшую ВВВ, уволили почти в полном составе — 30 человек.
Однако в 1961 году неутомимый Муратов с друзьями — студентом-медиком Альбертом Аксельродом и инженером Михаилом Яковлевым придумали не имеющую аналогов в мире игру — «Клуб весёлых и находчивых». Это было сделано по предложению редактора Елены Гальпериной, которая «всю ответственность взяла на себя». Название передаче дали по марке самого распространенного телевизора в СССР — «КВН-49». Творчески расшифровав эту аббревиатуру, получили «Клуб весёлых и находчивых». Название стало популярным, КВН выходил в эфир каждый месяц. «Впервые на нашем телевидении появились живые люди, участники программы, не читавшие по бумажке», — вспоминал С.Муратов.
8 ноября 1961-го КВН впервые вышел в эфир, соревновались студенты Московского института иностранных языков и МИСИ. Поскольку авторы называли КВН «интеллектуальным футболом», в командах было по 11 участников и два запасных. Игра длилась 4-5 часов. Все конкурсы были мгновенные, потом среди них сформировались «коронные» приветствие, разминка, домашнее задание, БРИЗ («Бюро рационализации и изобретений»), конкурс капитанов.
В результате упорного поиска ведущих (сначала авторы хотели, чтобы это была пара, потом стали приглашать актёров, одну из программ провела Наталья Фатеева) остановились на фигуре Альберта Аксельрода, который был блестящим импровизатором и к тому же он был одним из авторов сценария. Потом к нему присоединилась диктор ТВ Светлана Жильцова.
«Мы считали, что КВН — лишь стартовая площадка, „ракета-носитель“, которая должна была вывести подобного рода творчество, по меньшей мере, на три орбиты, — рассказывал С. А. Муратов. — Одна — театр веселых и находчивых: испытание артистичности, своеобразный поединок, построенный на домашних заданиях. Вторая орбита — конкурс эрудитов, вплоть до интеллектуальной дуэли лишь двух соперников. И, наконец, третья — театр публицистический, где поводом для разговора служит соревнование команд, а действующими лицами станут члены жюри — первоклассные публицисты, писатели. Сегодня на телевидении, не в КВНе, а в нескольких других программах, отчасти реализовано лишь второе направление — соревнование эрудитов».
Эти идеи не реализовались. В 1964 году основатели покинули «Клуб веселых и находчивых». Сергей Муратов рассказывал: «Руководство ТВ решило — нехорошо, что самую популярную программу ведет еврей, надо подобрать русского ведущего. Редакция долго сопротивлялась, потом устала. Им тоже было непросто с такими творческими авторами, которым хотелось все время что-то изобретать. И Алика „сдали“. Ему было сделано предложение — скромно остаться в титрах вместе со мной и Яковлевым — автором сценария. Сочтя предложение унизительным, если не омерзительным, Аксельрод ушел из КВН. А мы разумеется, по законам дружбы и понятий того времени, не могли после этого оставаться».
Тогда ведущим КВН стал Александр Масляков — участник одной из команд, оказавшийся довольно способным молодым человеком не только в ведении игры, но и в её последующей коммерциализации. Он зарегистрировал на себя товарный знак «КВН» в 1986 году, обойдя истинных авторов этой марки С. А. Муратова и А.Аксельрода. Об этом, в частности, говорил однокашник Аксельрода по Медицинскому институту им. Сеченова, писатель Аркадий Арканов.
25 мая 1986 года в эфир вышла первая игра возрождённого КВН. Её инициатором был бывший капитан команды КВН МИСИ А. Меньшиков; после закрытия КВН Меньшиков преподавал в МИСИ, а затем возглавил отдел массовых передач и конкурсов молодёжной редакции Центрального телевидения. «Отцов-создателей» игры после её возобновления приглашали поначалу в жюри, потом в качестве почётных гостей. Однако Муратову не нравилась тенденция нового КВН, Маслякова инициативы авторов КВН раздражали. После смерти Аксельрода и Яковлева Муратову позвонили один раз — пригласили гостем, в зале посидеть. Но он отказался. На этом все его отношения с КВН закончились.

## Первооткрыватель в журналистике
После ухода с телевидения Муратов создал традицию телевизионной критики в СССР — в 1960-е годы он вел ежемесячные обзоры в газете «Советская культура» и журнале «Журналист», где работал обозревателем.

В 1968 году он получил приглашение преподавать на кафедре радиовещания и телевидения факультета журналистики МГУ.
«Профессор Сергей Александрович Муратов — Учитель и Мастер телевизионного дела. И если идет речь о гамбургском счете в поединке телевизионных авторитетов, то именно он может быть объективным и квалифицированным арбитром. И завоевал он признание своим скрупулёзно профессиональным и человечным подходом к проблемам телевидения. В российском телевизионном содружестве, которое сегодня модно называть не иначе как корпорацией, он представляет интеллигентность и профессионализм». Декан факультета журналистики МГУ Я. Н. Засурский.
Автор множества сценариев документальных телефильмов, спектаклей и не совсем привычных программ. Известен как учёный, перу которого принадлежат многие исследования по проблемам теории и практики телепублицистики и телекино. Автор уникальных учебных методик. Его «Активные методы обучения в телевизионной журналистике» легли в основу практических занятий со студентами на всех факультетах журналистики страны. Автор множества монографий, в числе которых «Пристрастная камера» (1976), «Диалог» (1983), «Встречная исповедь» (1988), «ТВ: эволюция нетерпимости» (2000), «Телевидение в поисках телевидения» (2001), «Телевизионное общение в кадре и за кадром» (2003).

## Принципы этического телевидения
В предисловии к переизданию в 2003 году монографий С. А. Муратова «Диалог: Телевизионное общение в кадре и за кадром» и «Активные методы обучения в телевизионной журналистике», впервые увидевших свет в начале 1980-х годов, декан факультета журналистики МГУ Я. Н. Засурский так указал на их актуальность: необходимо создать противовес «всеядному коммерциализированному телевидению, гонящемуся за рекламой и деньгами» и вызывающему неприятие зрителей. «Книга Муратова поможет студентам найти путь к человечному гуманному телевидению, которое требуется нашему обществу, но, к сожалению, редко появляется на экране», — отметил декан. По его мнению, противостоять коммерциализации, привлечению внимания аудитории любой ценой так же важно, как бороться с «туповатой и беспринципной пропагандой, с которой мы часто сталкивались на телевидении в годы застоя».
Учебное пособие С. А. Муратова для начинающих тележурналистов Засурский сравнил с музыкальными упражнениями, назвав его «гаммами гуманного доброго диалога, которые должен разучить начинающий журналист, чтобы овладеть азами и секретами профессии», а опытным журналистам это помогает стать мудрее и человечнее.
Квинтэссенция этого подхода выражена в нравственном кодексе документалиста, который С. А. Муратов предложил в 1997 г. в самый разгар вторжения неэтической журналистики. Он был разработан на основе как российского, так и зарубежного опыта и рассматривает телевидение в контексте культуры и культуру телевидения, социальные последствия и политическую неангажированность тележурналистики, общение перед камерой и вторжение в частную жизнь. Во многих аспектах новая редакция продолжала Кодекс профессиональной этики журналиста, опубликованный в 1991 году.
В этический кодекс журналистики С. А. Муратов включил следующие принципы.
- Ответственность перед обществом: место телевидения в культуре и культура на ТВ, отношение к меньшинствам.
- Ответственность перед зрителем: программа передач, сетка вещания, привлечение экспертов к подготовке передач.
- Телевизионная информация: соблюдение принципа объективности и непредвзятости, описанного в западной теледокументалистике как Доктрина равных возможностей, а также Право на ответ.
- Достоверность: ссылки на первоисточник, проверка информации, отделение фактов от мнений, исправление ошибок.
- Полнота информации: «Телезрители не нуждаются в информации „независимой“. Они ждут информации объективной. Независимыми могут быть мнения, оценить которые невозможно, не сопоставив их с мнениями альтернативными».
- Непредвзятость: политическая неангажированность, предотвращение идеологизации, защита позиции журналиста, выражающейся «не в словесных оценках (сфере аналитиков и экспертов), а в стремлении к достоверности и полноте представленных фактов и мнений, позволяющих зрителю самостоятельно делать выводы».
- Исследовательская журналистика. В отличие от информационной, отвечающей на вопросы «что и как происходит?», аналитическая публицистика имеет дело с вопросами «почему?» и «что может случиться завтра?».
- Ответственность перед личностью: бескорыстное уважение к достоинству и личности человека, распространяющееся на каждого, оказавшегося на экране — собеседника, участника изображаемого события, героя картины, вовлеченного (с его согласия или без) в информационный процесс. Оно предусматривает предварительную договоренность об участии в передаче, умение слушать и задавать вопросы, стремясь выяснить суть, запрет на вторжение в частную жизнь и ответственность за ущерб репутации, право на ответ, соблюдение закона о диффамации (защита чести и достоинства).
- Ответственность перед собой. «Такие этические ценности, как порядочность и достоинство, — однозначны. Журналист ангажирован только ими. В этих случаях его зависимость абсолютна, как присяга солдата или клятва врача».

## Научно-преподавательская деятельность
С. А. Муратов имел сотни публикаций в теоретических сборниках, специализированных изданиях и научных журналах, в ряде учебных пособий. Он анализировал развитие телевидения от всевидящего ока партийной цензуры к власти рейтингов и рекламных бюджетов, не скрывая провалов и гордясь победами и открытиями. От эпохи шестидесятников до публикаций двухтысячных, от первых выпусков КВН и записей Ираклия Андроникова до сериала «Бригада» и политических шоу на НТВ — историю отечественного телевидения излагал непосредственный участник событий. Сопоставление правил игры, по которым действовало советское и современное телевидение, позволяет читателям руководствоваться фактами и делать самостоятельные выводы.
Муратов читал лекции и вел творческие мастерские для студентов-телевизионщиков факультета журналистики МГУ, с 1984 г. для слушателей Высших курсов сценаристов и режиссёров, Института повышения квалификации работников телевидения, студентов Российского государственного гуманитарного университета и Института современного искусства. Участвовал в международных научных конгрессах и фестивалях по телевидению и документальному кино в США, Великобритании и Германии. Входил в число постоянных членов и организаторов авторитетного международного семинара кинодокументалистов (Рига, Латвия). Автор более полутора десятков книг, учебных пособий и программ по проблемам телевидения, медиаобразования. Ему принадлежит свыше 400 публикаций в теоретических сборниках, а также российских и зарубежных научных журналах.
Профессор, доктор философских наук.
Был членом Академии Российского телевидения «ТЭФИ» и Академии кинематографических искусств «Ника».

## Личная жизнь
Жена — художница Мария Топаз.

## Награды и звания
- Заслуженный деятель искусств Российской Федерации (26 января 1999 года) — за заслуги в области искусства[12].
- Премия Гильдии киноведов и кинокритиков России (2002).

## Книги
- Пристрастная камера. — Аспект Пресс, 1976 (переиздание 2004).
- Муратов С. А. Активные методы обучения в телевизионной журналистике. М.: Изд-во МГУ, 1981.
- Муратов Сергей. Диалог: Телевизионное общение в кадре и за кадром. М.: Искусство, 1983.
- Выносится на обсуждение. — Знание, 1985.
- Встречная исповедь. — Знание, 1988.
- Муратов С. А. Нравственные принципы тележурналистики: Опыт этического кодекса. М.: Права человека, 1997.
- ТВ — эволюция нетерпимости. — Логос, 2001.
- Телевидение в поисках телевидения. — Издательство МГУ, 2001 (переиздание 2009).
- Муратов С.А. Телевизионное общение в кадре и за кадром. — Москва: Аспект Пресс, 2003.
- Документальный телефильм. Незаконченная биография. — Икар, 2009.
- ТВ – времена перемен? (совместно с М.Топаз) – Икар, 2010..
- Я думаю, ты думаешь - МедиаМир, 2012..
- Муратов Сергей. Лабиринт. Архитектоника передачи. Курс телевизионных лекций. Икар, 2014.
- Муратов, С. А. Телевизионное общение в кадре и за кадром : учебник и практикум для вузов / С. А. Муратов. — 2-е изд., испр. и доп. — М. : Издательство Юрайт, 2016. — 202 с. — (Авторский учебник). — ISBN 978-5-9916-8919-9[13].
- Муратов, С. А. Телевизионная журналистика. Телевидение в поисках телевидения : учебное пособие для вузов / С. А. Муратов. — 3-е изд., испр. и доп. — М. : Издательство Юрайт, 2016. — 278 с. — (Авторский учебник). — ISBN 978-5-9916-8211-4[14].
- Муратов С. А. Встречная исповедь. Психология общения с документальным героем. 2-е изд., испр. и доп. Учебное пособие для вузов. / М. : Издательство Юрайт, 2017. — 198 с. — (Авторский учебник). — ISBN 978-5-534-02780-8[15].